# Musée d'Art moderne de Bogota
Le musée d'Art moderne de Bogota, en Colombie, également connu sous le sigle de MAMBO, a été fondé en 1953 par la critique d'art d'origine argentine Marta Traba. Il a eu plusieurs implantations. L'actuelle, dessinée par l'architecte Rogelio Salmona, est placée dans le centre de la ville, depuis 1985. De  1969 à 2016, le musée est sous la direction de Gloria Zea, Gloria Zea a quitté ses fonctions en mars 2016.

## Collections
La collection du musée d'Art moderne est une des plus riches dans son genre, dans le pays. Elle comprend des œuvres allant de la fin du XIXe siècle jusqu'à des pièces contemporaines, originaires non seulement de la Colombie, mais plus généralement d'Amérique latine, et également d'Europe et des États-Unis.
La collection internationale comprend une des célèbres sérigraphies de Marilyn par Andy Warhol, mais aussi des œuvres de Picasso, Bacon, Arp, Dalí, Christo Javacheff, Giacometti, Oldenbourg, etc. La collection d'art latino-américain du musée est particulièrement importante avec des œuvres de Amelia Peláez, Jesús-Rafael Soto, Carlos Cruz-Díez, Alejandro Otero, Rogelio Polesello, Roberto Matta, Fernando de Szyszlo et Wifredo Lam, entre autres.
La collection d'art colombien comprend notamment des œuvres d'Andrés de Santa María, Ricardo Acevedo Bernal, Fernando Botero, Alejandro Obregón, Guillermo Wiedemann, Juan Antonio Roda, Feliza Bursztyn, Beatriz González, Enrique Grau, Maripaz Jaramillo, Ana Mercedes Hoyos, Edgar Negret, Nadín Ospina, ou encore Eduardo Ramírez Villamizar.
La collection permanente comprend aussi une des collections photographiques majeures  du pays, ainsi que des pièces de design graphique et industriel. Ces collections sont présentées au public à travers des expositions temporaires.
Additionnellement, il promeut la culture cinématographique par l'intermédiaire des présentations de films dans la salle de cinéma Los Acevedo.

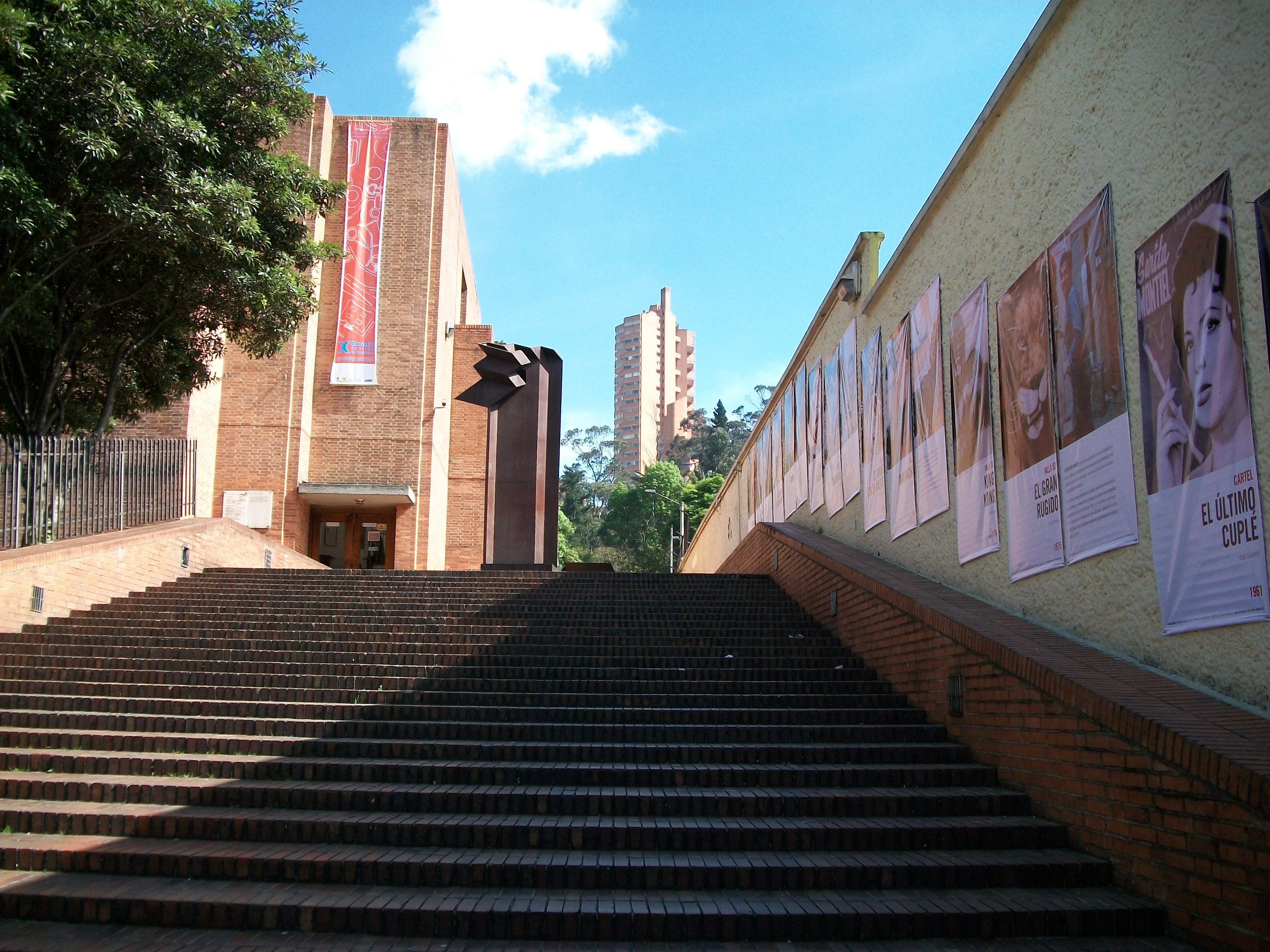
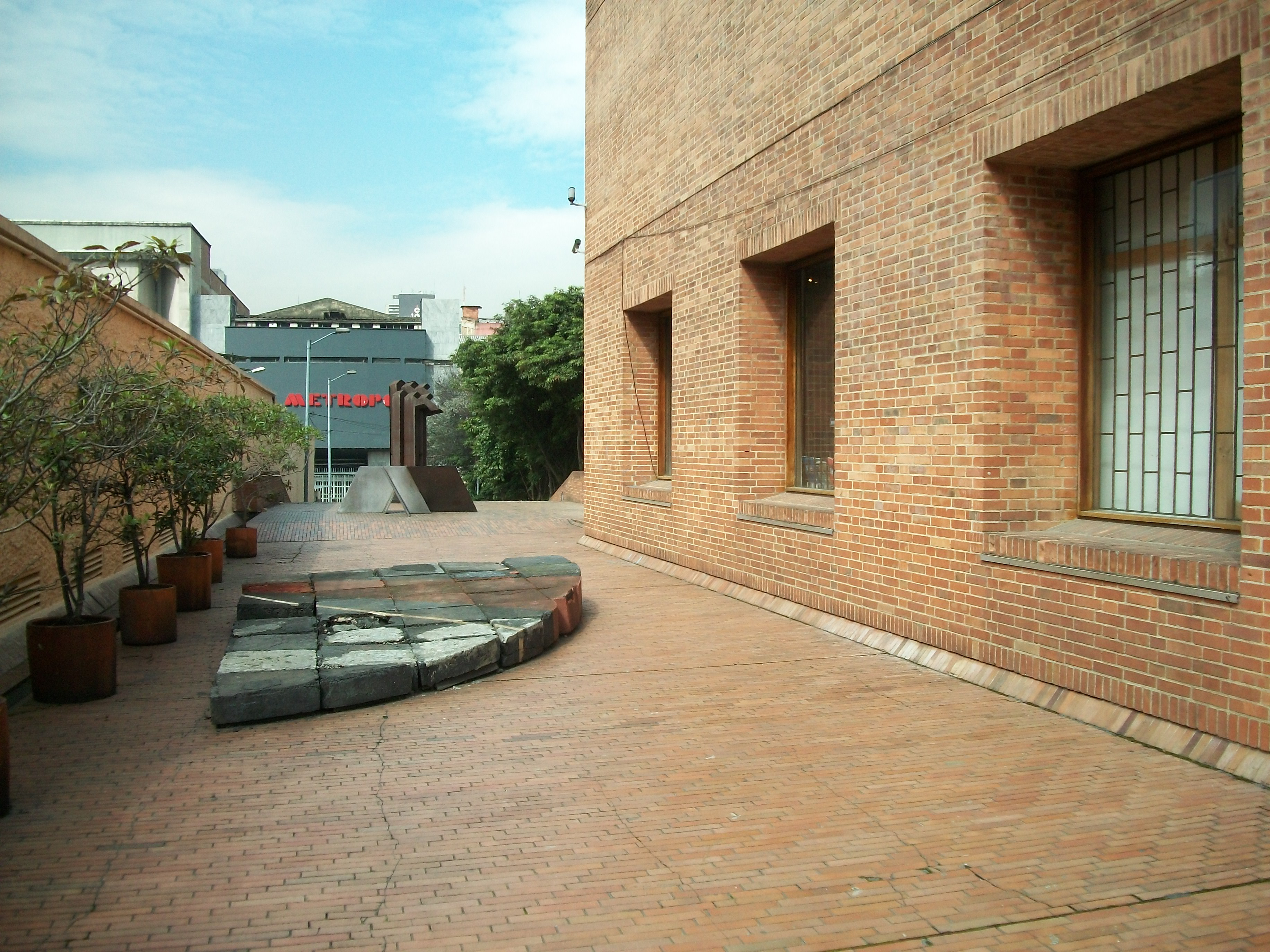
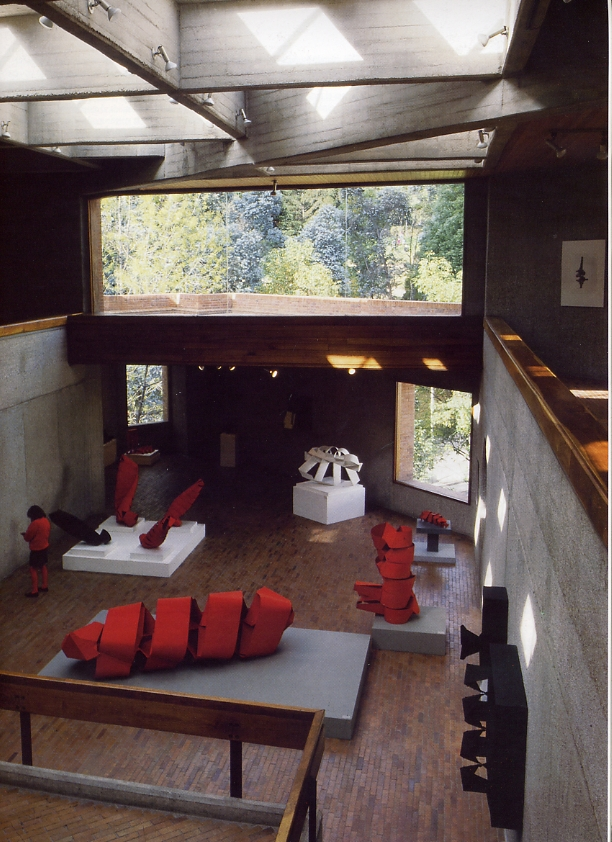
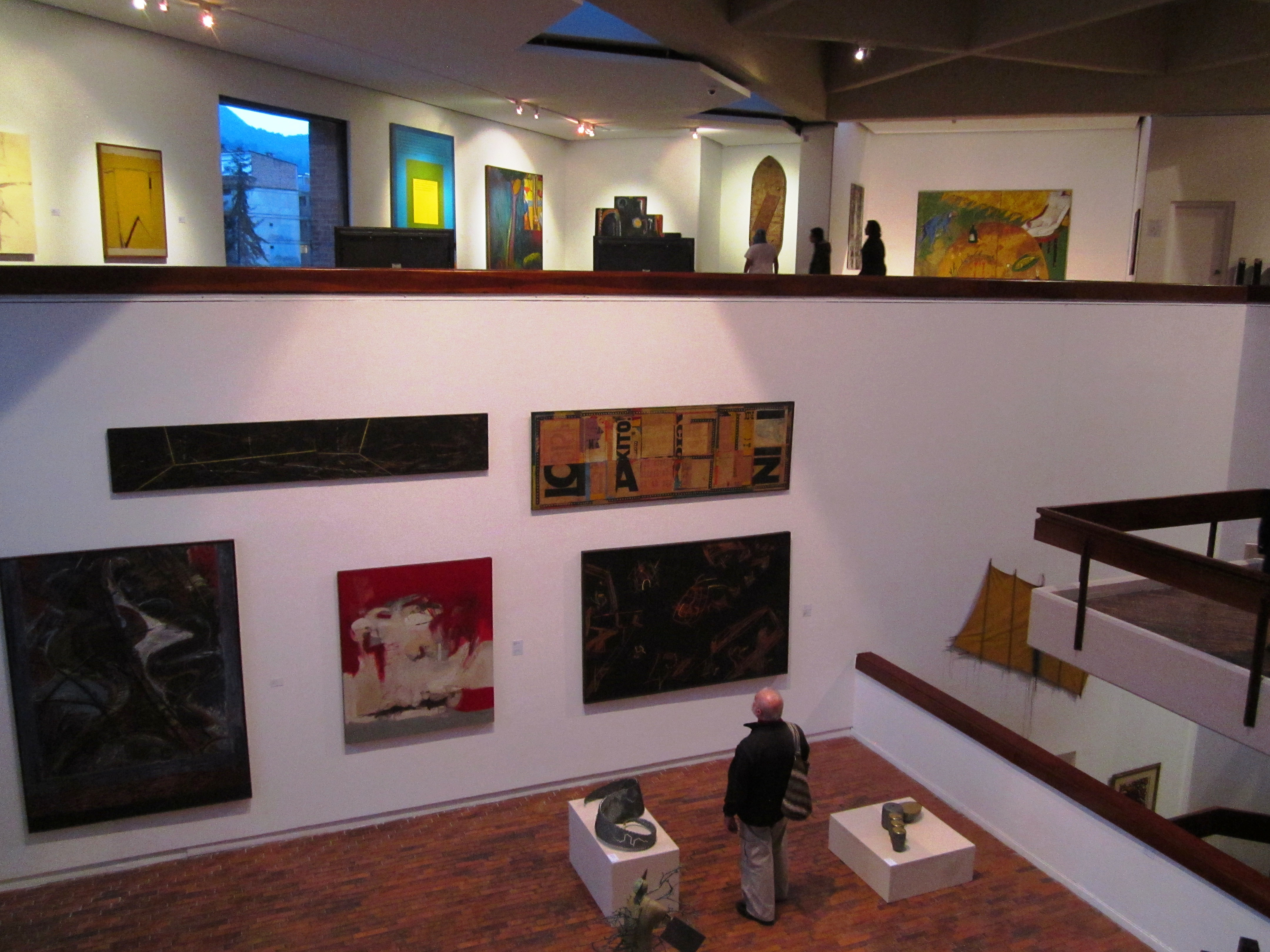

## Projet d'agrandissement
Pendant des ans, le musée a essayé d'obtenir, sans succès, son agrandissement. Les plans d'un musée plus ample existent et ont été dessinés par l'architecte Rogelio Salmona.